# Стари италиански държави
Старите италиански държави (на италиански: antichi Stati italiani) са многобройните и в различна степен политически независими териториални образувания, съществували на Италианския полуостров от началото на Средновековието до провъзгласяването на Кралство Италия през 1861 г.  По-долу са поставени списъци на тези държави, организирани по дати, от Средновековието до Обединението на Италия. В скоби, където е посочено, са управляващите династии.

## Общи черти
Концепцията за държавата се развива в италианската политическа мисъл от XV век нататък благодарение на делото на някои писатели като Николо Макиавели и намира пълно и реално приложение едва след Френската революция от 1789 г. Държавите от категорията на Старите италиански държави са преди всичко с много по-силно ограничен суверенитет над своите територии, които често са и с много малка площ или разпокъсани и трудно контролируеми. От X век до времената на Наполеоновите войни почти всички държави от Централна и Северна Италия са формално васали на Свещената Римска империя, въпреки че в по-голямата си част са практически независими. Противно на това Папската държава по право е напълно суверенна, но официалните й управници (папите) преди XVII век имат реална власт над малка част от земите й, докато останалите са обсебени от местни благороднически родове.

## Ранно средновековие
В началото на Средновековието Римската империя претърпява поредица от варварски нашествия, част от Великото преселение на народите, и е разделена на Източна и Западна Римска империя. Особено паметни са походите на Атила и на Аларих, както и разграбването на Рим от вандалите. След свалянето от трона на последния западно-римски император Ромул Августул (476 г.), Апенините се намират под официалния суверенитет на императора на Византия (когато Одоакър вземе властта, това е исавриецът Флавий Зенон от Тракийската династия), а германските владетели формално управляват вместо него (със статут подобен на този на т.нар. федерати). Формират се римско-германски кралства:
- Кралство на Одоакър
- Остготско кралство

Последното е държава на преселилите се от Балканския полуостров и Средна Европа остготи. След Готските войни полуостровът преминава изцяло под контрола на Източната Римска империя под формата на Преторианска префектура Италия, впоследствие заменена от Равенския екзархат. През 568 г., лангобардите нахлуват в Италия и отнемат повечето земи на екзархата, основавайки ново римско-германско кралство - Лангобардско кралство (568 – 774, със столица Павия). Екзархатът оцелява до 751 г. със столица град Равена.

## Каролингска епоха
Впоследствие по-голямата част от Италия е завзета от франките. По времето на династията на Каролингите (774 – 887) Италия е разделена на следните териториални образувания:
- Кралство Италия (на Каролингите)
- Патримониум на Свети Петър (създаден от Пипин Къси след победите му срещу лангобардите през 754 и 756 г., управляван от папата под закрилата на франкските крале). Това е т.нар. Папска държава.
- Херцогство Беневенто (на лангобардите)
- Византийски владения: Венеция, крайбрежна Истрия, далматински острови, Гаета, Неапол, Саленто, Калабрия, Сицилиански екзархат (през 827 г. започва мюсюлманското завоевание на остров Сицилия и завършва през 965 г.), Сардиния (само номинално - de facto Сардиния е автономна под формата на юдикати/съдийски територии)
- Сарацински селища (емирати): Фонди, Траето, Понца, Капо Мизено, Сепино, Агрополи (с Пунта Ликоза), Бари, Таранто, Бриндизи, Амантеа.[3]

## XI – XII век
| Наименование                                          | Столица | Господстваща династия или тип управление               | Период                  |
| ----------------------------------------------------- | --- | ------------------------------------------------------ | ----------------------- |
| Италианско кралство                                   | Павия | Феодална анархия                                       | 888 – 962               |
| Италианско кралство                                   | Павия | Част от Свещената Римска империя                       | 962 – 1004              |
| Италианско кралство                                   | Павия | Анскариди                                              | 1004 – 1014             |
| Италианско кралство                                   | Павия | Част от Свещената Римска империя                       | 1014 – 1183             |
| Италианско кралство                                   | Марки и херцогства на Италианското кралство: - Иврейска марка (Маркграфство Ивреа) - Ардуинова марка (Маркграфство Торино) - Отбертинова марка (Маркграфство Източна Лигурия) - Алерамическа марка (Маркграфство Западна Лигурия) - Веронска марка - Тосканска марка - Ферманска марка - Херцогство Сполето |                                                        |                         |
| Патримониум Свети Петър                               | Рим | Папско управление                                      | 752 – 1309              |
| Графство на марсите                                   | Алба Фуценс | Управление на различни графове и на династията Берарди | 865 – 1143              |
| Княжество Беневенто                                   | Беневенто | Лангобарди                                             | 774 – 1053              |
| Княжество Капуа                                       | Капуа | Ландолфиди (Лангобарди)                                | 900 – 1059              |
| Княжество Капуа                                       | Капуа | Дранго Карел (Нормани)                                 | 1059 – 1135 1155 – 1156 |
| Графство Ариано                                       | Ариано | Дранго Карел                                           | 1022 – 1059             |
| Графство Аверса                                       | Аверса | Дранго Карел                                           | 1029 – 1059             |
| Княжество Салерно                                     | Салерно | Дауфериди                                              | 861 – 978               |
| Княжество Салерно                                     | Салерно | Ландолфиди                                             | 978 – 981               |
| Княжество Салерно                                     | Салерно | Династия де Муско комите                               | 981 – 983               |
| Княжество Салерно                                     | Салерно | Династия Сполето                                       | 983 – 1076              |
| Княжество Таранто                                     | Таранто | Отвили                                                 | 1088 – 1194             |
| Княжество Апулия                                      | Мелфи | Отвили                                                 | 1049 – 1059             |
| Херцогство Апулия и Калабрия                          | Мелфи | Отвили                                                 | 1059 – 1077             |
| Херцогство Апулия и Калабрия                          | Салерно | Отвили                                                 | 1077 – 1127             |
| Сицилиански емират                                    | Палермо | Калбити                                                | 948 – 1059              |
| Сицилианско графство                                  | Палермо | Отвили                                                 | 1071 – 1130             |
| Територии номинално поданици на Византийската империя | |                                                        |                         |
| Херцогство Венеция                                    | Венеция | Изборна монархия                                       | 697 – 1148              |
| Херцогство Гаета                                      | Гаета | Династия Дочибили                                      | 867 – 1032              |
| Херцогство Гаета                                      | Гаета | Лангобардска династия на графовете на Акуино           | 1045 – 1064             |
| Херцогство Гаета                                      | Гаета | Херцогство Гаета (васали на Княжество Капуа)           | 1064 – 1140             |
| Херцогство Неапол                                     | Неапол | Династия Серджии                                       | 840 – 1137              |
| Херцогство Амалфи                                     | Амалфи | Династия де Мусо Комите                                | 958 – 1073              |
| Херцогство Соренто                                    | Соренто | Изборна монархия                                       | 839 – 1040              |
| Юдикат Арбореа                                        | Тарос | Сем. Лакон Гунале Лакон-Дзори                          | ок. 10 – 12 век         |
| Юдикат Каляри                                         | Санта Иджа | Сем. Лакон Гунале Лакон-Дзори                          | ок. 10 – 12 век         |
| Юдикат Галура                                         | Чивита | Сем. Лакон Гунале Лакон-Дзори                          | ок. 10 – 12 век         |
| Юдикат Торес                                          | Торес | Сем. Лакон Гунале Лакон-Дзори                          | ок. 10 – 12 век         |

## Епоха на комуните
Епохата на комуните е от около 1100 до 1250 г. По-специално, по време на управлението на Фридрих I Барбароса (1152 – 1190) основните образувания са:
| Символ                                                           | Наименование            | Столица | Господстваща династия или тип управление | Период      |
| ---------------------------------------------------------------- | ----------------------- | ------- | ---------------------------------------- | ----------- |
| Gonfalone della Chiesa al tempo di Innocenzo III                 | Патримониум Свети Петър | Рим     | Папско управление                        | 752 – 1309  |
|                                                                  | Княжество Таранто       | Таранто | Отвили                                   | 1088 – 1194 |
| Хоенщауфен                                                       | Княжество Таранто       | Таранто | 1194 – 1197                              |             |
| Франджипане                                                      | Княжество Таранто       | Таранто | 1197 – 1249                              |             |
| La corona ferrea, utilizzata per l'incoronazione dei re d'Italia | Италианско кралство     | Павия   | Част от Свещената Римска империя         | 1014 – 1183 |
| Stemma degli Altavilla                                           | Сицилианско кралство    | Палермо | Отвили                                   | 1130 – 1198 |
|                                                                  | Генуезка република      | Генуа   | Република                                | 1099 – 1797 |
|                                                                  | Венецианска република   | Венеция | Република                                | 1148 – 1797 |

Всъщност има и многобройни автономни комуни, но според закона те са поданици на Свещената Римска империя. Основните от тях са: Торино, Киери, Асти, Алба, Савиляно, Тортона, Пезаро, Алесандрия, Верчели, Новара, Павия, Лоди, Комо, Бергамо Бреша, Кремона, Крема, Милано, Мантуа, Верона, Виченца, Тревизо, Падуа, Бобио, Пиаченца, Парма, Реджо, Модена, Болоня, Ферара, Флоренция, Пиза, Сиена, Лука, Анкона, Перуджа, Орвието, Челано.

## Епоха на сеньориите
Втора половина на XIII век – XIV век:

### Свободни комуни и градски сеньории
| Знаме или герб                                                       | Град             | Господставащ род   | Политическо пристрастие | Период                  |
| -------------------------------------------------------------------- | ---------------- | ------------------ | ----------------------- | ----------------------- |
| Stemma dei Grimaldi                                                  | Монако           | Грималди           | Гвелфи                  | 1297 – 1612             |
| ? – 1797                                                             | Генуа            |                    | Гвелфи                  | 1256 – 1270             |
| ? – 1797                                                             | Генуа            | Гибелини           | 1270 – 1317             |                         |
| ? – 1797                                                             | Генуа            | Гвелфи             | 1317 – 1319             |                         |
|                                                                      | Милано           | Дела Торе          | Гвелфи                  | 1259 – 1277 1302 – 1311 |
|                                                                      | Милано           | Висконти           | Гибелини                | 1277 – 1302 1311 – 1395 |
|                                                                      | Мантуа           | Бонаколси          | Гибелини                | 1272 – 1291             |
| Гвелфи                                                               | Мантуа           | Бонаколси          | 1291 – 1299             |                         |
| Гибелини                                                             | Мантуа           | Бонаколси          | 1299 – 1328             |                         |
| Гибелини                                                             | Мантуа           | Stemma gonzaghesco | Гонзага                 | 1328 – 1433             |
| Stemma scaligero                                                     | Верона и Виченца | Дела Скала         | Гибелини                | 1262 – 1387             |
| Stemma caminese                                                      | Тревизо и Белуно | Да Камино          | Гвелфи                  | 1283 – 1312             |
|                                                                      | Падуа            | Да Карара          | Гвелфи                  | 1318 – 1405             |
| Stemma estense                                                       | Ферара           | Есте               | Гвелфи                  | 1209 – 1222 1240 – 1471 |
| Stemma estense                                                       | Модена           | Есте               | Гвелфи                  | 1288 – 1293 1336 – 1452 |
| Bandiera comunale                                                    | Болоня           | Пеполи             | Гвелфи                  | 1337 – 1350             |
|                                                                      | Равена           | Да Полента         | Гвелфи                  | 1275 – 1441             |
| Bandiera del Sacro Romano Impero, usata come vessillo dai ghibellini | Форли            | Орделафи           | Гибелини                | 1295 – 1359 1376 – 1480 |
| Bandiera del Sacro Romano Impero, usata come vessillo dai ghibellini | Чезена           | Орделафи           | Гибелини                | 1333 – 1357             |
| Stemma malatestiano                                                  | Чезена           | Малатеста          | Гвелфи                  | 1378 – 1465             |
| Stemma malatestiano                                                  | Римини           | Малатеста          | Гвелфи                  | 1295 – 1500             |
| Stemma malatestiano                                                  | Пезаро           | Малатеста          | Гвелфи                  | 1285 – 1445             |
| Stemma malatestiano                                                  | Фано             | Малатеста          | Гвелфи                  | 1295 – 1463             |
| Bandiera comunale                                                    | Лука             |                    | Гвелфи                  | пр. 1316                |
| Bandiera comunale                                                    | Лука             | Антелминели        | Гибелини                | 1316 – 1328             |
| Bandiera comunale                                                    | Лука             |                    | Гвелфи                  | 1328 – 1400             |
| Bandiera comunale                                                    | Лука             | Гуиниджи           | Гвелфи                  | 1400 – 1430             |
| Stemma comunale                                                      | Флоренция        |                    | Гвелфи                  |                         |
| ? – 1406                                                             | Пиза             | Дела Герардеска    | Гибелини                | 1316 – 1347             |
|                                                                      | Сиена            |                    | Гибелини                | пр. 1287                |
|                                                                      | Сиена            | Гвелфи             | сл. 1287                |                         |
|                                                                      | Маса Маритима    |                    | Гибелини                | пр. 1287                |
|                                                                      | Маса Маритима    | Гвелфи             | сл. 1287                |                         |
| Stemma dei Montefeltro                                               | Урбино           | Да Монтефелтро     | Гибелини                | 1213 – 1443             |
| Bandiera comunale                                                    | Анкона           |                    | Гвелфи                  | до 1532                 |

#### Други комуни и сеньории:
Северозападна Италия
- Биела
- Черионе
- Киери
- Сан Бениньо
- Асти (впоследствие графство)
- Алесандрия
- Акуи
- Нови
- Савиляно
- Фосано
- Алба
- Кераско
- Ница
- Република Ноли
- Сардзана
- Дзукарело

Централна и Северна Италия
- Верчели (оспорвана между Тицони и Авогадро)
- Новара
- Павия
- Поскиаво
- Комо (оспорвана между Витани и Руска)
- Бергамо (оспорвана между Суарди, Ривола и Колеони)
- Бреша
- Лоди
- Крема (монашески феод, впоследствие град, свободна комуна и епископско графство от 1014 и сеньория под управлението на Маласпина,1304 – 1341)
- Пиаченца (Скоти, 1290 – 1313)
- Кремона (Кавалкабо, 1276 – 1322)

Североизточна Италия
- Пескиера
- Федерация на седемте комуни
- Триест (епископско княжество до 1295)

Отсампаданска Италия
- Реджо
- Парма
- Карпи (Пио, 1336 – 1530)
- Гуастала[7]
- Мирандола (Пико, 1311 – 1533)
- Пиетрамала
- Имола (Алидози, 1292 – 1424)
- Фаенца (Манфреди, 1313 – 1501)
- Комакио
- Форлимпополи
- Бертиноро
- Сан Марино
- Сенигалия

Централна Италия
- Понтремоли
- Карара
- Фосдиново
- Пистоя
- Прато
- Сан Миниато
- Коле Вал д'Елса
- Бибиена
- Арецо
- Волтера
- Маса Маритима
- Гросето
- Кортона
- Монтепулчано
- Киузи
- Сарсина
- Кали
- Йези
- Озимо
- Чита ди Кастело (Вители)
- Губио (Габриели, 1300 – 1354)
- Фабриано (Киавели, 1378 – 1435)
- Мателика
- Сан Северино Марке
- Перуджа (Бальони), 1424 – 1540
- Асизи
- Фолиньо (Тринчи, 1305 – 1439)
- Мачерата
- Камерино (Варано, 1259 – 1515)
- Фермо
- Асколи Пичено
- Орвието
- Тоди
- Терни
- Риети
- Витербо
- Рим

Централно-южна Италия
- Херцогство Гаета

Сардиния
- Сасари (комуна разделена с Пиза и после с Генуа)
- Вила ди Киеза (комуна разделена с Пиза)

### Де факто независими монархии и княжества
| Герб        | Наименование           | Столица    | Управляваща династия                   | Период      |
| ----------- | ---------------------- | ---------- | -------------------------------------- | ----------- |
|             | Савойско графство      | Шамбери    | Савоя                                  | 1003 – 1416 |
| ? – 1305    | Маркграфство Монферат  | Монкалво   | Алерамичи                              | 967 – 1305  |
| ? – 1305    | Маркграфство Монферат  | Кивасо     | Палеолози                              | 1306 – 1435 |
| ? – 1548    | Маркграфство Салуцо    | Салуцо     | Дел Васто (Алерамичи)                  | 1142 – 1548 |
| ? – 1602    | Маркграфство Финале    | Финалборго | Дел Карето (Алерамичи)                 | 1162 – 1602 |
| ? – 1363    | Тиролско графство      | Мерано     | Тирол                                  | 1140 – 1253 |
| ? – 1363    | Тиролско графство      | Мерано     | Гориция                                | 1253 – 1363 |
| ? – 1363    | Тиролско графство      | Мерано     | Хабсбурги                              | 1363 – 1418 |
|             | Княжество Таранто      | Таранто    | Хоенщауфен                             | 1250 – 1266 |
| Анжуйци     | Княжество Таранто      | Таранто    | 1266 – 1399                            |             |
| ? – 1266    | Сицилианско кралство   | Палермо    | Хоенщауфен                             | 1194 – 1266 |
| ? – 1266    | Сицилианско кралство   | Неапол     | Анжуйци                                | 1266 – 1282 |
|             | Неаполитанско кралство | Неапол     | Анжуйци                                | 1282 – 1442 |
| 1296 – 1410 | Кралство Тринакрия     | Палермо    | Сицилиански Арагонци                   | 1282 – 1410 |
|             | Сардинско кралство     | Каляри     | Барчелона (част от Арагонската корона) | 1324 – 1410 |
| bordo       | Юдикат Арбореа         | Ористано   | Лакон-Дзори                            | 1122 – 1241 |
| bordo       | Юдикат Арбореа         | Ористано   | Бас-Сера                               | 1241 – 1410 |
| ?           | Юдикат Каляри          | Санта Иджа | Лакон-Дзори Лакон-Mаса                 | 1214 – 1258 |
| ? – 1296    | Юдикат Галура          | Чивита     | Лакон-Дзори Виконти ди Пиза            | 1207 – 1296 |
| ? – 1259    | Юдикат Торес           | Ардара     | Лакон-Гунале Лакон-Дзори               | 1082 – 1259 |

#### Други феодални сеньории:
Северозападна Италия
- Графство Канавезе
- Крешентино (Тицони)
- Графство Дезана (Тицони, 1510 – 1693)
- Графство Тасароло (Спинола, 1560 – 1797)
- Маркграфство Дзукарело (Клавезана 13 – 14 век и Дел Карето 14 – 17 век)
- Маркграфство Чева (Алерамичи, 1125 – 1296)
- Маркграфство Инчиза (Алерамичи, 1161 – 1548)
- Графство Тенда (Ласкарис ди Вентимиля, 1258 – 1581)
- Сеньория Лоано (Дория, 1263 – 1505)
- Маркграфство Долчеакуа (Дория, 1276 – 1797)
- Санремо (Дория, 1297 – 1361)
- Княжество Онеля (Дория, 1298 – 1576)
- Феоди на графовете Фиески ди Лаваня

Централно-северна Италия
- Робио
- Графство Роло (Сеси, 1304 – 1776)
- Маркграфство Романяно
- Графство Биандрате
- Вал Мезолчина (Де Сако)
- Графство Бобио, имперски феод на Дал Верме (1436 – 1748)
- Феоди на Маласпина в Луниджана
- Държава Ланди (12 век-1797)
- Държава Палавичино (1394 – 1585), (1636)
- Маркграфство Дзибело (1459 – 1802)
- Маркграфство Сораня (Лупи, 12 век-1817), после княжество с Мели Лупи
- Графство Сан Секондо (Роси, 1365 – 1817), маркграфство от 1503

Североизточна Италия
- Графство Гориция (с екславите Порденоне, Кастелново, Белградо и Латизана)

Отсампаданска Италия
- Сеньория Кореджо (Да Кореджо, ок. 1009 – 1452)
- Модиляна (Гуиди)

Централна Италия
- Графство Попи (Гуиди)
- Графство Китиняно (Убертини)
- Графство Сована (Алдобрандески, 1216 – 1293)
- Графство Питиляно (Орсини, 1293 – 1604)
- Графство Санта Флора (Алдобрандески, 1216 – 1439)
- Графство Карпеня (1213 – 1819) [Карпеня)
- Херцогство Сеса (1360 – 1466)
- Фосомброне (Есте; Малатеста)

Сардиния
- Кастелдженовезе (Дория)
- Маркграфство Ористано (Кубело-Алагон, 1410 – 1478)

### Църковни държави
| Знаме или герб                                   | Наименование                   | Столица             | Форма на управление  | Период      |
| ------------------------------------------------ | ------------------------------ | ------------------- | -------------------- | ----------- |
| ? – 1803                                         | Епископско княжество Тренто    | Тренто              | Епископско княжество | 1027 – 1803 |
|                                                  | Епископско княжество Бресаноне | Бресаноне           | Епископско княжество | 1027 – 1803 |
| ? – 1420                                         | Патриархатска държава Акуилея  | Чивидале дел Фриули | Църковно княжество   | 1077 – 1238 |
| ? – 1420                                         | Патриархатска държава Акуилея  | Удине               | Църковно княжество   | 1238 – 1420 |
| Gonfalone della Chiesa al tempo di Innocenzo III | Папска държава                 | Рим                 | Папско управление    | 752 – 1309  |
| Gonfalone della Chiesa al tempo di Innocenzo III | Папска държава                 | Авиньон             | Папско управление    | 1309 – 1377 |
| Gonfalone della Chiesa al tempo di Innocenzo III | Папска държава                 | Рим                 | Папско управление    | 1377 – 1798 |

#### Други църковни сеньории:
Северозападна Италия
- Абатство Санта Мария ди Лучедио
- Абатско княжество на Себорга, управлявано от княз-абат от Абатство Леран

Централно-северна Италия
- Ривиера ди Сан Джулио

Североизточна Италия
- Абатство Вангадица
- Епископство Фелтре
- Епископство Ченеда
- Епископско графство Адрия
- Бали на Тевтонския орден на Адидже и в планините

Отсампаданска Италия
- Абатство Сан Коломбано ди Бобио
- Абатство Фрасиноро
- Абатство Нонантола
- Графство на Мецани на епископа

Централна Италия
- Абатство Валомброза

Сардиния
- Джирифаи

### Други държави
| Знаме | Наименование          | Столица   | Вид       | Период      |
| ----- | --------------------- | --------- | --------- | ----------- |
|       | Венецианска република | Венеция   | Република | 1148 – 1797 |
|       | Дубровнишка република | Дубровник | Република | 1358 – 1807 |

## Ренесансова Италия
XV век – първа половина на XVI век:
|                                 | Наименование | Столица    | Управляваща династия или форма на управление | Период      |
| ------------------------------- | --- | ---------- | --- | ----------- |
| ? – 1785                        | Савойско херцогство                                                                                                  | Шамбери    | Савоя | 1416 – 1713 |
| ? – 1549                        | Маркграфство Салуцо                                                                                                  | Салуцо     | Дел Васто (Алерамичи) | 1142 – 1548 |
| Stemma originale del Monferrato | Маркграфство Монферат                                                                                                | Казале     | Палеолози | 1435 – 1536 |
| 1297 – 1612                     | Сеньория Монако | Монако     | Грималди | 1297 – 1612 |
| ? – 1602                        | Маркграфство Финале                                                                                                  | Финалборго | Дел Карето (Алерамичи) | 1162 – 1602 |
| ? – 1797                        | Генуезка република                                                                                                   | Генуа      | Република | 1096 – 1797 |
|                                 | Миланско херцогство                                                                                                  | Милано     | Висконти | 1395 – 1447 |
| Амвросианска република          | Република | Милано     | 1447 – 1450 |             |
| Миланско херцогство             | Сфорца | Милано     | 1450 – 1499 1512 – 1515 1521 – 1535 |             |
| Миланско херцогство             | Валоа-Орлеан (1499 – 1512) (зависимо от Кралство Франция) Валоа-Ангулем (1515 – 1521) (зависимо от Кралство Франция) | Милано     | 1499 – 1512 1515 – 1521 |             |
| 1433 – 1575                     | Маркграфство Мантуа                                                                                                  | Мантуа     | Гонзага | 1433 – 1530 |
| ? – 1803                        | Епископско княжество Тренто                                                                                          | Тренто     | Епископско княжество (зависимо от Свещената Римска империя) | 1027 – 1803 |
|                                 | Епископско княжество Бресаноне                                                                                       | Бресаноне  | Епископско княжество (зависимо от Свещената Римска империя) | 1027 – 1803 |
|                                 | Венецианска република                                                                                                | Венеция    | Република | 1148 – 1797 |
| ? – 1500                        | Графство Гориция | Гориция    | Гориция | 1090 – 1500 |
|                                 | Дубровнишка република                                                                                                | Дубровник  | Република | 1358 – 1807 |
| ? – 1830                        | Сеньория Ферара | Ферара     | Есте | 1452 – 1471 |
| ? – 1830                        | Херцогство Ферара, Модена и Реджо                                                                                    | Ферара     | Есте | 1471 – 1598 |
| 1295 – 1500                     | Сеньория Римини | Римини     | Малатеста | 1295 – 1500 |
| 1465 – 1797                     | Република Сан Марино                                                                                                 | Сан Марино | Република | 1291 – 1739 |
| centro                          | Херцогство Урбино | Урбино     | Да Монтефелтро | 1443 – 1508 |
| centro                          | Херцогство Урбино | Урбино     | Борджия | 1502 – 1504 |
| centro                          | Херцогство Урбино | Урбино     | Дела Ровере | 1508 – 1523 |
| centro                          | Херцогство Урбино | Урбино     | Медичи | 1516 – 1519 |
|                                 | Маркграфство Фосдиново                                                                                               | Фосдиново  | Маласпина | 1355 – 1797 |
| 1553 – 1829                     | Маркграфство Маса и Сеньория Карара                                                                                  | Маса       | Маласпина | 1442 – 1553 |
| 1553 – 1829                     | Маркграфство Маса и Сеньория Карара                                                                                  | Маса       | Чибо-Маласпина | 1553 – 1568 |
| ? – 1801                        | Република Лука | Лука       | Република | 1430 – 1799 |
| 1527 – 1530                     | Флорентинска република                                                                                               | Флоренция  | Медичи | 1434 – 1494 |
| 1527 – 1530                     | Флорентинска република                                                                                               | Флоренция  | Република | 1494 – 1512 |
| 1527 – 1530                     | Флорентинска република                                                                                               | Флоренция  | Медичи | 1512 – 1527 |
| 1527 – 1530                     | Флорентинска република                                                                                               | Флоренция  | Република | 1527 – 1530 |
| 1527 – 1530                     | Флорентинска република                                                                                               | Флоренция  | Медичи | 1530 – 1532 |
|                                 | Република Сиена | Сиена      | Република | 1404 – 1487 |
| Петручи                         | Република Сиена | Сиена      | 1487 – 1525 |             |
| Република                       | Република Сиена | Сиена      | 1525 – 1555 |             |
| 1399 – 1628                     | Сеньория Пиомбино | Пиомбино   | Апиано | 1399 – 1594 |
|                                 | Папска държава | Рим        | Папско управление | 1377 – 1798 |
| 1443 – 1532                     | Анйонска република                                                                                                   | Анкона     | Република | 1443 – 1532 |
|                                 | Княжество Таранто | Таранто    | Орсини-дел Балцо (с Angiò-Durazzo) | 1399 – 1465 |
| 1442 – 1501                     | Неаполитанско кралство                                                                                               | Неапол     | Трастамара (1442 – 1495) Валоа (1495) (зависимо от Кралство Франция) Трастамара (1495 – 1501) Валоа-Орлеан (1501 – 1504) (зависимо от Кралство Франция)Трастамара (1504 – 1516) (част от Арагонската корона) | 1442 – 1516 |
| 1296 – 1816                     | Сицилианско кралство                                                                                                 | Палермо    | Трастамара (част от Арагонската корона) | 1412 – 1516 |
|                                 | Сардинско кралство                                                                                                   | Каляри     | Трастамара (част от Арагонската корона) | 1412 – 1516 |

### По-малко значими държави
Държави на Свещената Римска империя
- Свободен имперски град Триест (1382 – 1809)
- Бали на Тевтонския орден при Адидже и в планините

Градски сеньории
- Сеньория Дезана (Тицони, 1411 – 1510)
- Сеньория Карпи (Пио, 1336 – 1530)
- Сеньория Мирадола и Конкордия (Пико, 1354 – 1533)
- Сеньория Бобио (Маласпина, 1304 – 1341)
- Сеньория Равена (Да Полента, 1275 – 1441)
- Сеньория Болоня (Бентивольо, 1401 – 1506)
- Сеньория Имола (Риарио, 1473 – 1499)
- Сеньория Фаенца (Манфреди, 1313 – 1501)
- Сеньория Форли (Орделафи, 1376 – 1480)
- Сеньория Чезена (Малатеста, 1378 – 1465)
- Сеньория Пезаро (Сфорца, 1445 – 1512)
- Сеньория Чита ди Кастело (Вители, 1497 – 1574)
- Сеньория Фабриано (Киавели, 1378 – 1435)
- Сеньория Перуджа (Бальони, 1424 – 1540)
- Сеньория Камерино (Варано, сеньори 1259 – 1515, херцози 1515 – 1539)
- Сеньория Фолиньо (Тринчи, 1305 – 1439)
- Сеньория Порденоне (Д'Алвиано, 1517 – 1537)

Притежания на Орлеанските херцози
- Графство Асти (1389 – 1422, 1447 – 1512)
- Маркграфство Чева и Ормеа (1389 – 1531)

Други държави
- Маркграфство Инчиза (Алерамичи, 1161 – 1548)
- Маркграфство Ториля (Дория), 1547 – 1760
- Графство Бобио (Дал Верме), 1436 – 1748
- Графство Тенда (Ласкарис ди Вентимиля, 1258 – 1581)
- Княжество Онеля (Дория, 1298 – 1576)
- Графство Лоано (Фиески-Дория, 1505 – 1770)
- Република Ноли (1192 – 1797)
- Графство Масерано и Кревакуоре (Фиески, 1394 – 1506)
- Графство Гуастала (Торели, 1406 – 1539)
- Графство Новелара (Гонзага ди Новелара и Баньоло, 1371 – 1728)
- Сеньория Кореджо (Да Кореджо, сеньори ок. 1009 – 1452, графове 1452 – 1616)
- Графство Отиери (Отиери, 1381 – 1616)
- Република Коспая (1441 – 1826)
- Графство Питиляно (Орсини, 1312 – 1604)
- Маркграфство Ористано (Кубело-Алагон, 1410 – 1478)
- Абатско княжество Себорга (Абатство Леран) (954 – 1729)
- Херцогство Сеса (1360 – 1466)

## Барокова Италия
Втора половина на XVII век – XVIII век:
| Флаг или герб                                    | Наименование                          | столица    | Господстваща династия или форма на управление                                                                    | Период      |
| ------------------------------------------------ | ------------------------------------- | ---------- | --- | ----------- |
| ? – 1785                                         | Савойско херцогство                   | Торино     | Савоя | 1563 – 1713 |
| ? – 1881                                         | Княжество Монако                      | Монако     | Грималди | 1612 – 1794 |
| ? – 1797                                         | Генуезка република                    | Генуа      | Република | 1096 – 1797 |
| Croce di Borgogna, bandiera dell'impero spagnolo | Миланско херцогство                   | Милано     | Хабсбурги (1535 – 1700) (част от Испанската империя) Испански Бурбони (1700 – 1706) (част от Испанската империя) | 1535 – 1706 |
| 1575 – 1708                                      | Херцогство Мантуа и Монферат          | Мантуа     | Гонзага (1530 – 1627) Гондзага-Невер (1627 – 1708)                                                               | 1530 – 1708 |
| Bandiera originale dei Farnese                   | Херцогство Парма и Пиаченца           | Парма      | Фарнезе | 1545 – 1731 |
| ? – 1803                                         | Епископско княжество Тренто           | Тренто     | Епископско княжество (зависимо от Свещената Римска империя)                                                      | 1027 – 1803 |
|                                                  | Епископско княжество Бресаноне        | Бресаноне  | Епископско княжество (зависимо от Свещената Римска империя)                                                      | 1027 – 1803 |
|                                                  | Венецианска република                 | Венеция    | Република | 1148 – 1797 |
| ? – 1807                                         | Дубровнишка република                 | Дубровник  | Република | 1358 – 1807 |
| ? – 1830                                         | Херцогство Модена и Реджо             | Модена     | Есте | 1598 – 1796 |
| 1465 – 1797                                      | Република Сан Марино                  | Сан Марино | Република | 1291 – 1739 |
| Stemma originale dei Della Rovere                | Херцогство Урбино                     | Пезаро     | Дела Ровере | 1523 – 1631 |
|                                                  | Маркграфство Фосдиново                | Фосдиново  | Маласпина | 1355 – 1797 |
| 1553 – 1829                                      | Княжество Маса и Маркграфство Карара  | Маса       | Чибо-Маласпина                                                                                                   | 1568 – 1605 |
| 1553 – 1829                                      | Херцогство Маса и Карара              | Маса       | Чибо-Маласпина                                                                                                   | 1605 – 1790 |
| ? – 1801                                         | Република Лука                        | Лука       | Република | 1430 – 1799 |
| 1562 – 1737                                      | Флорентинско херцогство               | Флоренция  | Медичи | 1532 – 1569 |
| 1562 – 1737                                      | Велико херцогство Тоскана             | Флоренция  | Медичи | 1569 – 1737 |
| 1701 – 1801                                      | Княжество Пиомбино                    | Пиомбино   | Апиано (1594 – 1628) Лудовизи (1634 – 1700)                                                                      | 1594 – 1700 |
|                                                  | Папска държава                        | Рим        | Папско управление                                                                                                | 1377 – 1798 |
| Croce di Borgogna, bandiera dell'impero spagnolo | Неаполитанско кралство                | Неапол     | Хабсбурги (1516 – 1700) (част от Испанската империя) Испански Бурбони (1700 – 1713) (част от Испанската империя) | 1516 – 1713 |
| 1296 – 1816                                      | Сицилианско кралство                  | Палермо    | Хабсбурги (1516 – 1700) (част от Испанската империя) Испански Бурбони (1700 – 1713) (част от Испанската империя) | 1516 – 1713 |
| 1530 – 1798                                      | Монашеска държава на Малтийския орден | Биргу      | Управление на Хоспиталиерите                                                                                     | 1530 – 1571 |
| 1530 – 1798                                      | Монашеска държава на Малтийския орден | Ла Валета  | Управление на Хоспиталиерите                                                                                     | 1571 – 1798 |
| Croce di Borgogna, bandiera dell'impero spagnolo | Сардинско кралство                    | Каляри     | Хабсбурги (1516 – 1700) (част от Испанската империя) Испански Бурбони (1700 – 1713) (част от Испанската империя) | 1516 – 1713 |

### По-малки държави
Държави на Свещената Римска империя
- Свободен имперски град Триест (1382 – 1809)
- Бали на Тевтонския орден при Адидже и в планините

Територии на Френските крале
- Карманьола[10]
- Маркграфство Салуцо[10]

Анклави и зависими територии от Генуезката република
- Княжество Онеля[10] (Дория, 1298 – 1576; Савоя, 1576 – 1792)
- Маркграфство Финале[10] (Дел Карето, 1162 – 1602; Испански Хабсбурги, 1602 – 1700)
- Княжество Ториля (Дория, 1760 – 1797
- Република Ноли (1192 – 1797)

Автономни поделения на Херцогство Мантуа
- Херцогство Сабионета (Гонзага ди Сабионета и Боцоло, 1577 – 1637; Карафа, 1637 – 1689)
- Херцогство Гуастала (Гонзага ди Гуастала, графове 1539 – 1621, херцози 1621 – 1748)
- Графство Новелара (Гонзага ди Новелара и Баньоло, 1371 – 1728)

Анклави и зависими територии от Тоскана
- Графство Санта Флора[10] (Сфорца, 1439 – 1806)
- Графство Питиляно[10] (Орсини, 1312 – 1604)
- Графство Отиери (Отиери, 1381 – 1616)

Анклави и папски зависими територии
- Графство Спело и Бетона (Бальони, 1516 – 1648)
- Маркграфство, впоследствие Херцогство Кастильоне дел Лаго (Дела Корня, 1563 – 1647)
- Княжество Масерано и Маркграфство Кревакуоре (Фиески-Фереро, маркизи 1547 – 1598, князе 1598 – 1767), на савойска територия
- Херцогство Кастро (Фарнезе, 1537 – 1649)
- Херцогство Латера (Фарнезе, 1408 – 1668)
- Херцогство Салки (Бонели, 1568 – 1860)

Анклави и зависими от Неаполитанското кралство
- Държава на Президиите (управлявана от губернатор, представител на крале на Испания)
- Република Сенарика (непризната)

Други анклави
- Графство Карпеня (1213 – 1819)
- Графство Тенда[10] (Ласкарис ди Вентимиля, 1258 – 1581)
- Сеньория Кореджо (Да Кореджо, графове 1452 – 1616, князе 1616 – 1635; купена от Модена през 1659 г.)
- Херцогство Мирандола (Пико, графове 1533 – 1596, князе 1596 – 1619, херцози 1619 – 1708)
- Република Коспая (1441 – 1826)

Има и неопределен брой други политически субекти (общо взето имперски феоди или васали на големи държави), които, макар и надарени с широка автономия, не могат строго погледнато да се считат за реални държави.

#### Други
Това са имперски феоди и васали или протекторати на големи държави, ограничени до няколко села или замъци, в по-голямата си част с повече или по-малко обширни форми на автономия, но не напълно независими. Следователно никой от тях не могат да се счита за реални държави. Има се предвид, че понятието за държава е продукт на съвременната епоха и не може да се приложи, освен частично, към предходните епохи.
- Маркграфство Кастильоне дел Лаго (Дела Корня, маркизи 1563 – 1617, херцози 1617 – 1647)
- Графство Китиняно (Убертини)
- Графство Пиобико (Бранкалеони ди Пиобико, 1213 – 1729)
- Маркграфство Долчеакуа (Дория, 1276 – 1797)
- Графство Бобио (Дал Верме, 1346 – 1748)
- Маркграфство Санто Стефано (Дория, 1547 – 1797)
- Маркграфство Мулацо (Маласпина)
- Маркграфство Трезана (Маласпина и Корсини, до 1797)
- Маркграфство Кастильоне деле Стивиере (Гонзага)
- Маркграфство Спиньо (Дел Карето, 1314 – 1724)
- Графство Вернио (Барди, 1332 – 1798)
- Графство Монтауто (Барболани ди Монтауто)
- Княжество Скаволино
- Херцогство Латера (клон на Фарнезе, 1408 – 1668)
- Херцогство Салчи (Бандини, 1568 – 1570; Бонели, 1570 – 1860)

## XVIII век
1713 – 1796 г.:
| Флаг или герб                                   | Наименование                          | Столица      | Управляваща династия или вид управление | Период                  |
| ----------------------------------------------- | ------------------------------------- | ------------ | --- | ----------------------- |
| ? – 1785                                        | Сардинско кралство                    | Каляри       | Хабсбурги (част от Хабсбургската монархия) | 1713 – 1720             |
| ? – 1785                                        | Сардинско кралство                    | Торино       | Савоя | 1720 – 1798             |
| ? – 1881                                        | Княжество Монако                      | Монако       | Грималди | 1612 – 1794             |
| ? – 1797                                        | Генуезка република                    | Генуа        | Република | 1096 – 1797             |
| Bandiera con i colori della Monarchia Asburgica | Миланско херцогство                   | Милано       | Хабсбурги, след това Хабсбург-Лотаринги (част от Хабсбургската монархия)                                                                                       | 1707 – 1796             |
| 1748 – 1802                                     | Херцогство Парма и Пиаченца           | Парма        | Бурбон-Парма (1731 – 1735) Хабсбурги (1735 – 1748) (част от Хабсбургската монархия) Бурбон-Парма (1748 – 1802)                                                 | 1731 – 1802             |
| ? – 1803                                        | Епископско княжество Тренто           | Тренто       | Епископско княжество (зависимо от Свещената Римска империя) | 1027 – 1803             |
|                                                 | Епископско княжество Бресаноне        | Бресаноне    | Епископско княжество (зависимо от Свещената Римска империя) | 1027 – 1803             |
|                                                 | Венецианска република                 | Венеция      | Република | 1148 – 1797             |
| ? – 1807                                        | Дубровнишка република                 | Дубровник    | Република | 1358 – 1807             |
| ? – 1830                                        | Хероцгство Модена и Реджо             | Модена       | Есте | 1598 – 1796             |
| 1465 – 1797                                     | Република Сан Марино                  | Сан Марино   | Република | 1291 – 1739 1740 – днес |
|                                                 | Маркграфство Фосдиново                | Фосдиново    | Маласпина | 1355 – 1797             |
| 1553 – 1829                                     | Херцогство Маса и Карара              | Маса         | Чибо-Маласпина (1605 – 1790) Есте (1790 – 1796) | 1605 – 1796             |
| ? – 1801                                        | Република Лука                        | Лука         | Република | 1430 – 1799             |
| 1765 – 1801, 1815 – 1848 e 1849 – 1859          | Велико херцогство Тоскана             | Флоренция    | Лотаринги, после тоскански Хабсбург-Лотаринги | 1737 – 1801             |
| 1701 – 1801                                     | Княжество Пиомбино                    | Пиомбино     | Бонкомпани-Лудовизи | 1701 – 1801             |
| ? – 1808                                        | Папска държава                        | Рим          | папско управление | 1377 – 1798             |
| 1759 – 1799                                     | Неаполитанско кралство                | Неапол       | Хабсбурги (1713 – 1734) (част от Хабсбургската монархия) Бурбони на Неапол и Сицилия (1734 – 1799)                                                             | 1713 – 1799             |
| 1296 – 1816                                     | Сицилианско кралство                  | Палермо      | Савоя (1713 – 1720) Хабсбурги (1720 – 1734) (част от Хабсбургската монархия) Бурнони на Неапол и Сицилия (1734 – 1799) (лична уния с Неаполитанското кралство) | 1713 – 1799             |
| 1755 – 1769                                     | Кралство Корсика                      | Корте        | Нойхоф | 1736                    |
| 1755 – 1769                                     | Република Корсика                     | Корте        | Република | 1755 – 1769             |
| 1755 – 1769                                     | Кралство Корсика                      | Корте Бастия | Хановер (зависимо от Кралство Великобритания) | 1794 – 1796             |
| 1530 – 1798                                     | Монашеска държава на Малтийския орден | Ла Валета    | управление на Хоспиталиерите | 1571 – 1798             |

### По-малко значими държави
Държави на Свещената Римска империя
- Свободен имперски град Триест (1382 – 1809)
- Бали на Тевтонския орден при Адидже и в планинините

Анклави и зависими територии от Генуезката република
- Княжество Онеля (Савоя, 1576 – 1792)
- Маркграфство Финале (управлявано отделно от Генуезката република)
- Маркграфство Ториля (Дория, 1562 – 1798)
- Маркграфство Балестрино (Дел Карето, -1757)
- Република Ноли (1192 – 1797)

Автономни поделения на бившето Херцогство Мантуа
- Херцоство Гуастала (Гонзага ди Гуастала, 1621 – 1748)
- Графство Новелара (Гонзага ди Новелара и Баньоло, 1371 – 1728)

Анклави между Тоскана и Папската държава
- Графство Санта Фиора (Сфорца, 1439 – 1806), великохерцогски феод
- Графство Карпеня (1213 – 1819), разделено на Карпеня и Скаволино
- Република Коспая (1441 – 1826)

Зависими територии от Папската държава
- Княжество Масерано и Маркграфство Кревакуоре (Фиески-Фереро, 1598 – 1767), на савойска територия
- Абатство Албера

Анклави и зависими територии от Неаполитанското кралство
- Държава на Президиите (в лична уния)
- Република Сенарика (непризната)

Има и неопределен брой други политически субекти (имперски феоди или васални на големи държави), които, макар и надарени с широка автономия, не могат строго погледнато да се считат за реални държави.

#### Други
Това са императорски феоди и васали или протекторати на големите държави, ограничени до няколко села или замъци, в по-голямата си част с повече или по-малко обширни форми на автономия, но всъщност не са независими. Следователно никой от тях не може да се счита за реална дъжава. има се предвид, че понятието за държава е продукт на съвременната епоха и не може да се приложи, ако не частично, към предишните епохи.
- Епископско княжество Сан Джулио и Орта; савойско от 1786 г.
- Сеньория Валсолда: на архиепископите на Милано от 1311 до 1784 г., когато е абсорбирано от Миланското херцогство
- Графство Лимонта,[12] Чивена[13] и Кампионе д'Италия: на абатите на Сан Амброджо ди Милано от 998 до 1797 г.
- Имперско баронство Ретеньо[14] и Бетола, на князете Галио Тривулцио до 1768 г.
- Сеньория Имперско Маканьо:[15] на маркизите Боромео ди Анджера от 1692 до 1797 г.
- Боромейска държава (Лаго Маджоре, на Боромео)
- Княжество Кастильоне деле Стивиере: на Гонзага, но de facto окупирано от имперските войски, а от 1773 на Австрия
- Епископско графство Ченеда:[16] анексирано от Венеция през 1769 г.
- Маркграфство Ториля, Лоано, Гарбаня, Варго[17] и Санто Стефано: князе Дория Ланди, от 1760 Ториля е княжество
- Графство Бобио: имперски феод на графовете Дал Верме от 1346 до 1748 г. с преотстъпването му на Савоя
- Сеньория Банярия: князе Дория от 1598 до 1797 г.
- Сеньория Чечима и Сан Понцио: независима от 1533, принадлежаща на епископите на Павия до 1797 г.
- Маркграфство Монтемарцино и Монтеджоко: от 1685 на Спинола ди лос Балбазес до преотсъпването му през 1753 г. на Савоя
- Маркграфство Савиньоне и Казела: Фиески
- Маркграфство Кроче Фиески и Вобио: Фиески
- Маркграфство Кампо Лигуре: на Спинола ди Сан Лука от 1329 до 1797 г.
- Сеньория Албера: независима църковна препостура и папски феод от 1120 до 1797 г.
- Маркграфство Мулацо и Кастаниетоли[18] (от 1746): Маласпина, тоскански протекторат
- Маркграфство Каличе и Мадриняно: Маласпина от клона на Мулацо (от 1710 до 1772, после преотстъпено на Тоскана)
- Маркграфство Оливола и Палероне:[19] Маласпина
- Маркграфство Суверо:[20] Маласпина
- Маркграфство Аула и Поденцана (обединени през 1710): Маласпина ди Поденцана
- Маркграфство Личана Нарди: Маласпина (от 1795 обединено с линията Маласпина ди Поденцана)
- Маркграфство Вилафранка и Гарбуляга: Маласпина на Есте (кондоминиум с Вилафранка)
- Маркграфство Кастеволи[21] и Стадомели: Маласпина (от 1547 има кондоминиум с Вилафранка)
- Маркграфство Малграте, Филето[22] и Орамала (замък във Вал ди Ница): Маласпина
- Маркграфство Бастия и Паникале: Маласпина (от 1783 е обединено с линията Маласпина ди Понтебозио)
- Маркграфство Понтебозио (от 1621): Маласпина
- Княжество Сан Мартино д'Есте: кадетски клон на Есте до 1752 г., после на Модена
- Графство Роло: на Сеси до изчезването им през 1776, после на Херцогство Мантуа
- Графство Чивитела Раниери: Раниери Бурбон ди Сорбело
- Маркграфство Монте Санта Мария: Бурбони дел Монте
- Маркграфство Петрела: Бурбони дел Монте
- Маркграфство Сорбело: Бурбони дел Монте
- Графство Вернио: в кондоминум с кадестките клонове Барди
- Княжество Скаволино
- Херцогство Сора на Бонкопмани Лудовизи, суверенни князе на Пиомбино до 1796 г.
- Република Полица, в Хърватия, под венециански протекторат

## Наполеонова епоха
От 1796 до 1814 г.:
| Флаг                                                   | Наименование              | Столица            | Управляваща династия или вид управление              | Период                  |
| Независими държави                                     | Независими държави        | Независими държави | Независими държави                                   | Независими държави      |
| ------------------------------------------------------ | ------------------------- | ------------------ | ---------------------------------------------------- | ----------------------- |
| 1797? – 2011                                           | Република Сан Марино      | Сан Марино         | Република                                            | 1740-днес               |
| ? – 1808                                               | Папска държава            | Рим                | Папско управление                                    | 1799 – 1808             |
| 1816 – 1848 e 1849 – 1860                              | Неаполитанско кралство    | Неапол             | Бурбони на Двете Сицилии                             | 1799 – 1806 1815 – 1816 |
| 1296 – 1816                                            | Сицилианско кралство      | Палермо            | Бурбони на Двете Сицилии                             | 1799 – 1816             |
| 1785 – 1816                                            | Сардинско кралство        | Каляри (de facto)  | Савоя                                                | 1798 – 1814             |
| 1814 – 1815                                            | Княжество Изола д'Елба    | Портоферайо        | Бонапарт                                             | 1814 – 1815             |
| Държави зависими от Революционна и Наполеонова Франция |                           |                    |                                                      |                         |
| Bandiera francese                                      | Пиемонтска република      | Торино             | Дъщерна република (di fatto френска военна окупация) | 1798 – 1799             |
| Bandiera francese                                      | Субалпийска република     | Торино             | Дъщерна република (di fatto френска военна окупация) | 1800 – 1802             |
| 1796                                                   | Република Алба            | Алба               | Дъщерна република                                    | 1796                    |
|                                                        | Република Асти            | Асти               | Дъщерна република                                    | 1797                    |
| 1797 – 1805                                            | Лигурска република        | Генуа              | Дъщерна република                                    | 1797 – 1805             |
| 1796 – 1797                                            | Транспаданска република   | Милано             | Дъщерна република                                    | 1796 – 1797             |
| 1797 – 1802                                            | Цизалпийска република     | Милано             | Дъщерна република                                    | 1797 – 1802             |
| 1802 – 1805                                            | Италианска република      | Милано             | Дъщерна република                                    | 1802 – 1805             |
| 1805 – 1814                                            | Кралство Италия           | Милано             | Бонапарт                                             | 1805 – 1814             |
| 1797                                                   | Република Крема           | Крема              | Дъщерна република                                    | 1797                    |
| Bandiera francese                                      | Република Реджо           | Реджо ди Ломбардия | Дъщерна република                                    | 1796                    |
| Bandiera francese                                      | Болонска република        | Болоня             | Дъщерна република                                    | 1796                    |
| 1796 – 1797                                            | Цизпаданска република     | Болоня             | Дъщерна република                                    | 1796 – 1797             |
|                                                        | Република Лука            | Лука               | Дъщерна република                                    | 1799 – 1805             |
| 1805 – 1815                                            | Княжество Лука и Пиомбино | Лука               | Бонапарт-Бачоки                                      | 1805 – 1815             |
| 1801 – 1807                                            | Кралство Етрурия          | Флоренция          | Бурбон-Парма                                         | 1801 – 1807             |
| 1765 – 1801, 1815 – 1848 e 1849 – 1859                 | Велико херцогство Тоскана | Флоренция          | Бонапарт-Бачоки                                      | 1809 – 1814             |
|                                                        | Херцогство Гуастала       | Гуастала           | Бонапарт-Боргезе                                     | 1805 – 1813             |
|                                                        | Херцогство Маса и Карара  | Маса               | Бонапарт-Бачоки                                      | 1806 – 1814             |
| 1798                                                   | Тиберинска република      | Перуджа            | Дъщерна република                                    | 1798                    |
| 1798 – 1799                                            | Римска република          | Рим                | Дъщерна република                                    | 1798 – 1799             |
| 1797 – 1798                                            | Република Анкона          | Анкона             | Дъщерна република                                    | 1797 – 1798             |
| Bandiera francese                                      | Княжество Понтекорво      | Понтекорво         | Бернадот (1806 – 1810) Мюра (1812 – 1815)            | 1806 – 1815             |
| Bandiera francese                                      | Княжество Беневенто       | Беневенто          | Талейран-Перигор                                     | 1806 – 1814             |
| 1799                                                   | Неаполитанска република   | Неапол             | Дъщерна република                                    | 1799                    |
| 1811 – 1815                                            | Неаполитанско кралство    | Неапол             | Бонапарт (1806 – 1808) Мюра (1808 – 1815)            | 1806 – 1815             |

## От Реставрацията до Обединението на Италия
От 1815 до 1861 г.:
| Флаг                                   | Наименование                | Столица                                    | Управляваща династия или вид управление                     | Период                                |
| -------------------------------------- | --------------------------- | ------------------------------------------ | ----------------------------------------------------------- | ------------------------------------- |
| 1816 – 1848                            | Сардинско кралство          | Торино                                     | Савоя                                                       | 1814 – 1861                           |
| ? – 1881                               | Княжество Монако            | Монако                                     | Грималди                                                    | 1815-днес                             |
|                                        | Кралство Ломбардия-Венеция  | Милано (1815 – 1859) Венеция (1859 – 1866) | Хабсбург-Лотаринги (зависимо от Австрийската империя)       | 1815 – 1859 (формален край през 1866) |
| 1851 – 1859                            | Херцогство Парма и Пиаченца | Парма                                      | Хабсбург-Лотаринги (1814 – 1847) Бурбон-Парма (1847 – 1859) | 1814 – 1859                           |
| 1830 – 1859                            | Херцогство Модена и Реджо   | Модена                                     | Австрия-Есте                                                | 1815 – 1859                           |
| ? – 1829                               | Херцогство Маса и Карара    | Маса                                       | Есте                                                        | 1815 – 1829                           |
| 1815 – 1847                            | Херцогство Лука             | Лука                                       | Бурбон-Парма                                                | 1815 – 1847                           |
| 1765 – 1801, 1815 – 1848 e 1849 – 1859 | Велико херцогство Тоскана   | Флоренция                                  | Хабсбург-Лотаринги                                          | 1815 – 1859                           |
| 1797? – 2011                           | Република Сан Марино        | Сан Марино                                 | Република                                                   | 301-днес                              |
| ? – 1826                               | Република Коспая            | Коспая                                     | Република                                                   | 1815 – 1826                           |
| 1808 – 1870                            | Папска държава              | Рим                                        | Папско управление                                           | 1814 – 1870                           |
| 1815 – 1816                            | Неаполитанско кралство      | Неапол                                     | Бурбони на Двете Сицилии                                    | 1815 – 1816                           |
| 1815 – 1816                            | Сицилианско кралство        | Палермо                                    | Бурбони на Двете Сицилии                                    | 1734 – 1816                           |
| 1816 – 1848 e 1849 – 1860              | Кралство на Двете Сицилии   | Палермо (1816 – 1817) Неапол (1817 – 1861) | Бурбони на Двете Сицилии                                    | 1816 – 1861                           |

Освен това по време на броженията от 1830 – 1831 и от 1848 г., и през 1859 г. независимост обявяват:
| Флаг        | Наименование                            | Столица            | Управляваща династия или вид управление | Период      |
| ----------- | --------------------------------------- | ------------------ | --------------------------------------- | ----------- |
| 1831        | Обединени италиански провинции          | Болоня             | Република                               | 1831        |
|             | Временно правителство на Милано         | Милано             | Република                               | 1848        |
| 1848 – 1849 | Сицилианско кралство                    | Палермо            | Парламентарна монархия                  | 1848 – 1849 |
| 1848 – 1849 | Република Сан Марко                     | Венеция            | Република                               | 1848 – 1849 |
|             | Тосканска република                     | Флоренция          | Република                               | 1849        |
| 1849        | Римска република                        | Рим                | Република                               | 1849        |
|             | Обединени провинции на Централна Италия | Модена и Флоренция | Конфедерация                            | 1859 – 1860 |
|             | Временно правителство на Тоскана        | Флоренция          | Монархия                                | 1859 – 1860 |

## Исторически карти
- Италия ок. 1000 г.
- Южна Италия през 1112 г.
- Италия през 1490 г.
- Италия през 1494 г.
- Италия през 1499 г.
- Италия през 1796 г. в навечерието на наполеоновата ивазия
- Северна Италия през 1796 г.
- Италия през 1803 г.
- Наполеонова Италия (1810)
- Италия след Виенския конгрес
- Етапите на Обединението на Италия
- Разделението на Италия на департаменти по време на наполеоновата окупация